# سولفید تنگستن (IV)
سولفید تنگستن(IV) (به انگلیسی: Tungsten(IV) sulfide) با فرمول شیمیایی WS2 یک ترکیب شیمیایی با شناسه پاب‌کم ۸۲۹۳۸ است. که جرم مولی آن 247.98 g/mol می‌باشد. شکل ظاهری این ترکیب، پودر آبی-خاکستری است. تودهٔ 2WS یک‌نیمه‌رسانای با گاف نواری غیرمستقیم است؛ هنگامی‌که به تک‌لایه نازک می‌شود، گاف نواری گسترده و مستقیم می‌شود. به عبارت دیگر دی‌کالکوژنیدهای فلز واسطه دارای گاف انرژی ذاتی هستند، و وقتی ضخامتشان به یک تک‌لایه تقلیل می‌یابد، یک گذار از گاف انرژی غیرمستقیم به مستقیم نشان می‌دهند. تک‌لایهٔ تنگستن‌دی‌سولفید دارای یک گاف انرژی مستقیم با مقدار نظری تقریباً eV1/2 است، درحالی‌که تودهٔ آن دارای یک گاف انرژی غیرمستقیم تقریباًeV 3/1 است. تنگستن‌دی‌سولفید یکی از موادّ دوبعدی شناخته شده‌است که جزو دی‌کالکوژنیدهای فلز واسطه به حساب می‌آید. دی‌کالکوژنیدهای فلز واسطه با فرمول کلّی 2MX هستند، که M یک فلز واسطه (در این‌جا تنگستن) و X یک کالکوژن (در این‌جا گوگرد) است، که از ترکیب واحدهای لایه‌های سه‌گانهٔ X-M-X در یک ساختار شبکه‌ای شش گوشی به هم متّصل می‌شوند. تنگستن‌دی‌سولفید مادّه‌ای لایه‌لایه با ورقه‌های شامل یک لایه از اتم‌های تنگستن، که بین دو لایه از اتم‌های گوگرد که در مختصّات منشوری مثلّثی فشرده شده‌است، می‌باشد. ورقه‌ها همدیگر را به وسیلهٔ نیروهای واندروالس، که به ورقه‌ها امکان سُرخوردن روی همدیگر را می‌دهد، نگه می‌دارند. در واقع تودهٔ دی‌کالکوژنیدهای فلز واسطه نیمه‌رساناهایی با یک گاف نواری غیرمستقیم در نزدیکی محدودهٔ طیف فروسرخ هستند، درحالی‌که تک‌لایه‌های دی‌کالکوژنیدهای فلز واسطه مانند مولیبدن‌دی‌سولفید، تنگستن‌دی‌سولفید یا تنگستن‌دی‌سلنید دارای یک گاف نواری مستقیم در محدودهٔ طیف نور مرئی هستند. این در تضاد با گاف صفر گرافین و گاف بزرگ‌تر از eV 5 تک‌لایهٔ بورن نیترید شش ضلعی است.